# هيربي فايي
هيربي فايي (بالإنجليزية: Herbie Faye)‏ مواليد 02 فبراير 1899 في نيويورك، نيويورك، الولايات المتحدة - الوفاة 28 يونيو 1980 في لاس فيغاس، الولايات المتحدة، هو ممثل أمريكي بدأ مسيرته الفنية سنة 1951. امتدت مسيرته الفنية لأكثر من 29 عاما.

## الأعمال
- كعكة الحظ
- ميلي الجديدة كليا
- ملفن وهاورد

## روابط خارجية
- هيربي فايي على موقع IMDb (الإنجليزية)
- هيربي فايي على موقع قاعدة بيانات برودواي على الإنترنت (الإنجليزية)
- هيربي فايي على موقع إن إن دي بي (الإنجليزية)
- هيربي فايي على موقع قاعدة بيانات الفيلم (الإنجليزية)